# (9445) Charpentier
(9445) Charpentier (1997 JA8) – planetoida z grupy pasa głównego asteroid okrążająca Słońce w ciągu 3,58 lat w średniej odległości 2,34 j.a. Odkryta 8 maja 1997 roku.